# Ansonia malayana
Ansonia malayana är en groddjursart som beskrevs av Robert F. Inger 1960. Ansonia malayana ingår i släktet Ansonia och familjen paddor. IUCN kategoriserar arten globalt som livskraftig. Inga underarter finns listade i Catalogue of Life.